# 聖少女 (ゲームクリエイター)
聖少女（せいしょうじょ、1974年 - ）は、日本のゲームクリエイター（原画家、シナリオライター）。京都府京都市出身。
1990年代にアダルトゲームブランド・Activeの作品を多く手がけたことで知られており、人気が高かったものとしては、第3作までリリースされた『麻雀幻想曲』シリーズ、『Bible Black』、『DISCIPLINE』などがある。特に、日本国外においてはアダルトアニメ版『Bible Black』の原作者として知られている。
また、Active解散後の2005年以降は、株式会社ウィルプラスのEmpressブランドのほぼすべての作品において原画を手掛けている。

## 経歴

### デビュー～Active時代
趣味で描いていた絵をPC-VANなどのパソコン通信ホストにアップロードしていたところ、Activeの目に留まり、アルバイトのグラフィックとして働き始める。それから約1年後の1992年6月6日に発売された『麻雀幻想曲』にて、原画家としてのデビューを果たす。この当時は社内にシナリオライターがおらず、聖少女自身もシナリオを手掛けている。2000年に発売された『Bible Black』は1990年代後半に流行した泣きゲーや萌えとは異なる内容だったものの、アニメ化するほどの大ヒットを見せた。一方、聖少女は同作の制作にあたりオカルトなどの設定を盛り込んだものの、性的な要素に注目が集まったため、次回作である『DISCIPLINE 〜The record of a Crusade〜』においては余計な設定を盛り込まずにエロ要素に重きが置かれた。

### Active解散後
Active解散後、聖少女はSKUNKWORKSに所属し、株式会社ウィルプラスのEmpressブランドから発売された『CLEAVAGE』には原画家として参加した。ところが、同作の発売後にSKUNKWORKSが解散したため、聖少女はEmpressに移籍し、Empress作品の第2弾となる『STARLESS』では企画・原画・シナリオを担当し、2011年度の「萌えゲーアワード」では、「メディア支持賞」部門の金賞を受賞した。また2013年発売の『DominancE -ドミナンス-』は、同年度の同賞にて「エロス系作品賞BLACK」部門の金賞を受賞した。聖少女は『DISCIPLINE 〜The record of a Crusade〜』の大ヒットにより、Empressでは「女性上位」と「変態」を主題とする方針を立てたと2022年のインタビューの中で説明している。
『STARLESS』以降しばらくの間はシナリオに関わる機会がほとんどなかったものの、『GREAT DECEIVER』（2019年）は別人の企画を手直しする形でシナリオを手掛けており、この機会を生かして『STARLESS』に登場した間宮麻理恵を主役に据えた。その後、聖少女はEmpress15周年記念兼『GREAT DECEIVER』関連グッズとして『SLEEPLESS』という麻理恵の抱き枕の付属ドラマCDのシナリオを手掛け、『STARLESS』の続編『SLEEPLESS 〜A Midsummer Night's Dream〜』のきっかけとなった。

## 人物
Activeで働き始める頃、エロゲーはアリスソフトやelfの作品を2～3本プレイした程度だった。以降はCLOCKUPやKeyの人気ゲームも遊んでおり、ストーリー系の作品を好んでいる。
キング・クリムゾンをはじめとしたプログレッシヴ・ロックバンドのファンであると公言しており、『Bible Black』『DISCIPLINE』『STARLESS』など自身がシナリオを手がけた作品では同バンドの楽曲から作品タイトルを取る事も多い。

### 原画とシナリオの兼任について
聖少女は2020年のBugBugとのインタビューの中で、デビュー作の『麻雀幻想曲』をはじめとするDOS時代のアダルトゲームは、現在（2022年時点）と比べると開発体制がかなり小規模だったため、原画とシナリオライターを兼任することが多かったと説明している。また、別のシナリオライターが手掛けた『GUN☆BLAZE』や『Angel Halo』では原画のみを担当したものの、物語の内容に納得いかず、自分がシナリオも担当するようになったと語っている。聖少女は自分よりいいライターに任せたいがいればそちらに任せたいが、自分の企画に合うシナリオライターが見つかっていないとも話しているが一方、『HEARTWORK』（1997年）以降はシナリオ重視の流れが強まって物語の量が多くなり、兼任が難しくなったとも話している。
Empress時代において、『STARLESS』以降のシナリオはディレクターに任せていたと聖少女は2022年のインタビューの中で振り返っている。打ち合わせは完成した企画を元に行われ、シナリオライターと会うこともなかった分、グラフィックにはこだわったとも話している。また、作品によって異なる世界観に合わせるのが大変だったと話しており、特にSFは描いたこともなく、自分では作らないような作品ばかりだったから勉強になったとも話している。

## 作品一覧

### Active
- 『麻雀幻想曲』シリーズ（原画）
- GUN BLAZE（原画）
- Angel Halo（原画）
- HEARTWORK（原作、原画）
- Bible Black（原画、シナリオ）
- DISCIPLINE 〜The record of a Crusade〜（原画、シナリオ）

### Empress
- CLEAVAGE（原画）
- STARLESS（企画、原画、シナリオ）[9]
- LEWDNESS -Vita sexualis-（原画、キャラクターデザイン、監修）
- DominancE -ドミナンス-（原画、キャラクターデザイン）
- P/A 〜Potential Ability〜（原画、キャラクターデザイン）
- Closed GAME（原画、キャラクターデザイン）
- GREAT DECEIVER（原画、キャラクターデザイン）
- 鬼作たち（女性キャラクターデザイン）
- SLEEPLESS 〜A Midsummer Night's Dream〜（原画、キャラクターデザイン）
- SLEEPLESS Nocturne（原画、キャラクターデザイン）

### 画集ほか
- 『麻雀幻想曲 原画&設定資料集』（ソフトバンクパブリッシング、1996年4月30日初版発行）ISBN 4-89052-956-X
- 『CLEAVAGE ART ―聖少女が織り成す美少女の世界―』（発行：フォックス出版／発売：文苑堂、2005年10月21日初版第1刷発行）ISBN 4-925148-72-9
- 『聖少女アートワークス STARLESS』（コアマガジン、2011年12月3日第1刷発行）ISBN 978-4-86436-158-3
- 『聖少女LineArt 〜女帝の時代〜』（マックス、2012年12月1日発行）ISBN 978-4-86379-163-3
- 『聖少女アートワークス LEWDNESS』（コアマガジン、2012年12月12日初版第1刷発行）ISBN 978-4-86436-388-4
- 『DominancE ビジュアルファンブック』（マックス、2013年11月1日発行）ISBN 978-4-86379-185-5
- 『聖少女アートワークス Closed GAME』（コアマガジン、2015年11月30日発売）ISBN 978-4-86436-826-1